# Eleição suplementar para governador do Tocantins em 2018
A eleição suplementar para governador do Tocantins em 2018 foi convocada pelo Tribunal Superior Eleitoral mediante o veredicto que cassou a chapa vitoriosa ao governo estadual no pleito de 2014 sob a acusação de abuso. Diante de tal sentença, o presidente da Assembleia Legislativa, Mauro Carlesse, ascendeu interinamente o executivo estadual, tendo de ser feito um novo pleito para decidir quem ocuparia o Governo do Estado. Ao todo sete candidaturas foram registradas para esse fim. Carlesse derrotou o senador Vicentinho Alves, no segundo turno, com mais de 75% dos votos válidos, sendo eleito para mandato de 25 de junho até o dia 1º de janeiro de 2019. Carlesse também foi o vencedor da eleição de outubro de 2018.

## Primeiro turno
O Partido dos Trabalhadores em convenção aprovou o apoio a candidatura de Carlos Amastha (PSB). Porém, posteriormente, a Direção Nacional do PT interveio na decisão e encaminhou apoio a candidatura de Kátia Abreu (PDT). Kátia optou por não incluir o partido na chapa. O diretório estadual do PT em Tocantins optou por seguir na candidatura junto a Amastha com um candidato a vice-governador.
As seguintes candidaturas foram registradas:
| Candidato a governador  | Candidato a vice-governador | Número Eleitoral | Coligação                                             |
| ----------------------- | --------------------------- | ---------------- | ----------------------------------------------------- |
| Mauro Carlesse PHS      | Wanderlei Barbosa PHS       | 31               | Governo de Atitude PHS, DEM, PP, PRB, PPS, PTC e PMN  |
| Vicentinho Alves PR     | Divino Bethânia PROS        | 22               | A Vez dos Tocantinenses PR, PROS, SD, PMB e PPL       |
| Carlos Amastha PSB      | Célio Moura PT              | 40               | A Verdadeira Mudança PSB, PT, PTB, PCdoB e PODE       |
| Kátia Abreu PDT         | Marco Antônio Costa PSD     | 12               | Reconstruindo o Tocantins PDT, PSD, PSC, AVANTE e PEN |
| Márlon Reis REDE        | Edvan de Jesus Silva REDE   | 18               | - REDE                                                |
| Mário Lúcio Avelar PSOL | Melque Aires PSOL           | 50               | - PSOL                                                |
| Marcos de Souza PRTB    | Sargento Jenilson PRTB      | 28               | - PRTB                                                |

### Debates televisionados
| Data       | Organizador(es)                 | Mediador       | Carlos Amashta (PSB) | Kátia Abreu (PDT) | Mauro Carlesse (PHS) | Vicentinho Alves (PR) | Marlon Reis (REDE) | Mario Lucio Avelar (PSOL) | Marcos de Souza (PRTB) |
| ---------- | ------------------------------- | -------------- | -------------------- | ----------------- | -------------------- | --------------------- | ------------------ | ------------------------- | ---------------------- |
|            |                                 |                |                      |                   |                      |                       |                    |                           |                        |
| 1º turno   |                                 |                |                      |                   |                      |                       |                    |                           |                        |
| 22 de maio | TV Jovem Record                 | Paulo Carneiro | Ausente              | Presente          | Ausente              | Ausente               | Presente           | Presente                  | Ausente                |
| 31 de maio | TV Anhanguera Palmas Rede Globo | Júlio Mosquera | Presente             | Presente          | Ausente              | Presente              | Presente           | Presente                  | Presente               |

### Resultado
| Partido | Partido | Candidato          | Votos   | Votos (%) |
| ------- | ------- | ------------------ | ------- | --------- |
|         | PHS     | Mauro Carlesse     | 174 275 | 30,31%    |
|         | PR      | Vicentinho Alves   | 127 758 | 22,22%    |
|         | PSB     | Carlos Amastha     | 123 103 | 21,41%    |
|         | PDT     | Kátia Abreu        | 90 033  | 15,66%    |
|         | REDE    | Márlon Reis        | 56 952  | 9,91%     |
|         | PRTB    | Marcos de Souza    | 2 794   | 0,49%     |
|         | PSOL    | Mário Lúcio Avelar | 0       | 0%        |
| Totais  | Totais  | Totais             | 574 915 |           |
| Fonte:  |         |                    |         |           |

## Segundo turno
Como nenhum dos candidatos obteve a maioria dos votos válidos no primeiro turdo ocorrido dia 2 de junho de 2018, a eleição suplementar contou com um segundo turno entre os  dois candidatos melhor posicionados, Mauro Carlesse e Vicentino Alves, no dia 24 de junho de 2018. No segundo turno, Mauro Carlesse foi eleito para o mandato tampão.
| Candidato a governador | Candidato a vice-governador | Número Eleitoral | Coligação                                            |
| ---------------------- | --------------------------- | ---------------- | ---------------------------------------------------- |
| Mauro Carlesse PHS     | Wanderlei Barbosa PHS       | 31               | Governo de Atitude PHS, DEM, PP, PRB, PPS, PTC e PMN |
| Vicentinho Alves PR    | Divino Bethânia PROS        | 22               | A Vez dos Tocantinenses PR, PROS, SD, PMB e PPL      |

### Debates televisionados
|             |                                 |              |         |          |  |  |  |  |  |
| 2º turno    |                                 |              |         |          |  |  |  |  |  |
| 21 de junho | TV Anhanguera Palmas Rede Globo | Fábio Castro | Ausente | Presente |  |  |  |  |  |

### Resultado
| Partido | Partido | Candidato        | Votos   | Votos (%) |
| ------- | ------- | ---------------- | ------- | --------- |
|         | PHS     | Mauro Carlesse   | 368 553 | 75,14%    |
|         | PR      | Vicentinho Alves | 121 908 | 24,86%    |
| Totais  | Totais  | Totais           | 490 461 |           |
| Fonte:  |         |                  |         |           |